# Bembrops cadenati
Bembrops cadenati is een straalvinnige vissensoort uit de familie van baarszalmen (Percophidae). De wetenschappelijke naam van de soort is voor het eerst geldig gepubliceerd in 1996 door Das & Nelson.